# Elezioni amministrative in Italia del 1950
Le elezioni comunali del 1950 coinvolsero unicamenti quei piccoli comuni italiani che erano andati in crisi nell'autunno del 1949. Quest'anno si sarebbe dovuta infatti tenere la tornata generale per il rinnovo quadriennale dei consigli eletti nel 1946, ma il governo centrista emanò la legge 12 maggio 1950 n°255 con la quale si impose il rinvio di un anno onde elaborare una nuova legge elettorale maggioritaria capace di arginare l'ondata crescente delle destre che rischiava seriamente di portare all'ingovernabilità di molte città.